# اتانازن
اتانازن (به لهستانی:  Atanazyn) یک روستا در لهستان است که در گمینا شاموچین واقع شده‌است. اتانازن ۲۴۰ نفر جمعیت دارد.